# Kistenpass
Der Kistenpass (rätorom. Pass Lembra) ist ein Gebirgspass, der Linthal im Glarner Hinterland mit Breil/Brigels im Bündner Vorderrheintal verbindet.

## Lage
Die Passhöhe (2638 m ü. M.) liegt zwischen der etwa 1,2 km nördlich gelegenen Kistenpasshütte (2714 m ü. M.) und der 1,7 km südlich gelegenen Bifertenhütte (2482 m ü. M.) des Akademischen Alpenclubs Basel (AACB) und rund 800 Meter über dem Limmernsee. Der Pass ist nicht befahrbar.

## Geschichte
Der Kistenpass hatte nur regionale Bedeutung und diente hauptsächlich den Bauern von Brigels, um ihr Vieh auf der Limmernalp und ihre Schafe im Muttseegebiet zu sömmern. 1525 berichtete ein Ilanzer von seinem Gang an die Glarner Kirchweih über die steinige Nüschenalp südöstlich der Baumgartenalp und die kunstreiche Pantenbrücke hinter Tierfehd. 1799 wurde der Pass von Teilen der österreichischen Armee überschritten. 1887 wurde die Muttseehütte (2501 m ü. M.)  der SAC-Sektion Winterthur gebaut. Der Bundesbeschluss im Kriegsjahr 1939 zum Bau einer Kistenstrasse wurde nie in die Tat umgesetzt.

## Rundwanderung
Auf der 6-stündigen Rundwanderung von Brigels – Sesselbahn Crest Falla – Alp Quader – Rubi Sura – Bergsee hinter dem Péz d'Artgas – Kistenpass – Bifertenhütte – Bergsee – Rubi Sut – Uaul Scatlè (höchstgelegener Fichtenurwald Europas) – Brigels kann die Erdgeschichte der Region anhand eines Führers erkundet werden. Der handliche Führer beschreibt Orte, an denen die Entstehung und der geologische Aufbau der Alpen praktisch nachvollziehbar sind. In den Kalkschichten bei der Bifertenhütte finden sich Versteinerungen.

## Trivia
Die Bezeichnung Kistenpass war in der Schweiz umgangssprachlich für viele wenig befahrene Nebenstrassen gebräuchlich. Gemeint waren damit in der Regel Schleichwege oder Umwegsverbindungen, die von motorisierten Verkehrsteilnehmern auf dem Nachhauseweg nach übermässigem Alkoholkonsum benutzt wurden, um einer allfälligen Polizeikontrolle auszuweichen (Kiste = ugs. für Rausch). Allerdings waren diese Routen den örtlichen Polizeiorganen selbstverständlich auch bekannt. Zudem war das Unfallrisiko auf den meist schmalen, unbeleuchteten und schlecht markierten Nebensträsschen grösser, sodass sich die Benützung eines solchen „Kistenpasses“ im angetrunkenen Zustand oft als Eigentor erwies.